# Aleksandr Slastin
Aleksandr Vladímirovich Slastin (en ruso: Александр Владимирович Сластин) es un actor soviético y ruso.

## Filmografía
- 1970: Knyaz Igor – Prince Galitsky
- 1978: Yuliya Vrevskaya
- 1987: Oglasheniyu ne podlezhit
- 1989: Vechnyy muzh
- 1990: Novaya shakherezada
- 1991: Dado junge Katharina (televisión)
- 1991: Anna Karamazoff
- 1993: Lo conosciuto
- 1995: Vsyo budet khorosho
- 1997: The Successor
- 2004: El hundimiento – Vasili Chuikov
- 2008: Adrenalina: Odin protiv vsekh (serie de televisión)
- 2019: Strazhi Otchizny (serie de televisión) – Mikhail Vavilov